# Relaciones Bolivia-Libia
Las relaciones Bolivia-Libia son las relaciones internacionales entre la Estado Plurinacional de Bolivia y el Libia.

## Historia
Ambos países establecieron relaciones diplomáticas el 13 de agosto de 2008.
Tras el establecimiento de relaciones diplomáticas por parte de Libia el 13 de agosto y el anuncio del embajador libio en Bolivia, Ali Farfar, de 80 millones de dólares en inversiones, Morales asistió al trigésimo noveno aniversario de la Revolución Libia, donde se reunió con el líder libio, el coronel Muammar al-Gadafi, en Bengasi. En Libia aseguró el apoyo a su gobierno y al cambio democrático en Bolivia, un comercio más activo, la cooperación energética y la mejora de las relaciones diplomáticas. El secretario del Congreso Popular, Muftah Queepe, dijo que Libia ratificó su apoyo al proceso revolucionario y democrático que Morales estaba aplicando en Bolivia. Queepe elogió la filosofía del socialismo islámico de Gadafi. Junto con Irán, también aseguró la inversión libia en la industria de hidrocarburos de Bolivia que, a pesar de las sustanciales reservas de energía, estaba luchando por cumplir con el compromiso de bombear gas natural a Argentina y Brasil.

## Misiones diplomáticas
- La embajada de Bolivia en Egipto concurre con representación diplomática a Libia.
- La embajada de Libia en Brasil concurre con representación diplomática a Bolivia.